# Senabria
Sanabria (A Seabra en galicien, Senabria en léonais) est une comarque située dans le nord-est de la province de Zamora, dans la communauté autonome de Castille-et-León, dans l'ouest de l'Espagne.

## Municipalités
Les municipalités de cette comarque sont :
- Asturianos
- Cobreros
- Galende
- Hermisende
- Puebla de Sanabria
- Lubián
- Palacios de Sanabria
- Pedralba de la Pradería
- Pías
- Porto
- Requejo
- Robleda-Cervantes
- Rosinos de la Requejada
- San Justo
- San Martín
- Trefacio